# 勒梅尼勒罗贝尔
勒梅尼勒罗贝尔（法語：Le Mesnil-Robert，法語發音：[lə mɛnil ʁɔbɛʁ] ⓘ）是法国卡尔瓦多斯省的一个市镇，属于维尔区。

## 地理
勒梅尼勒罗贝尔（48°52'27"N, 0°57'22"W）面积4.08 平方千米，位于法国诺曼底大区卡爾瓦多斯省，该省份为法国西北部沿海省份，北濒大西洋英吉利海峡，东北与滨海塞纳省以海上边界相接，东临厄尔省，南至奧恩省，西与芒什省接壤。
与勒梅尼勒罗贝尔接壤的市镇（或旧市镇、城区）包括：博梅尼勒、康帕尼奥勒、朗代勒和库皮尼、维尔诺曼底、努德谢讷。

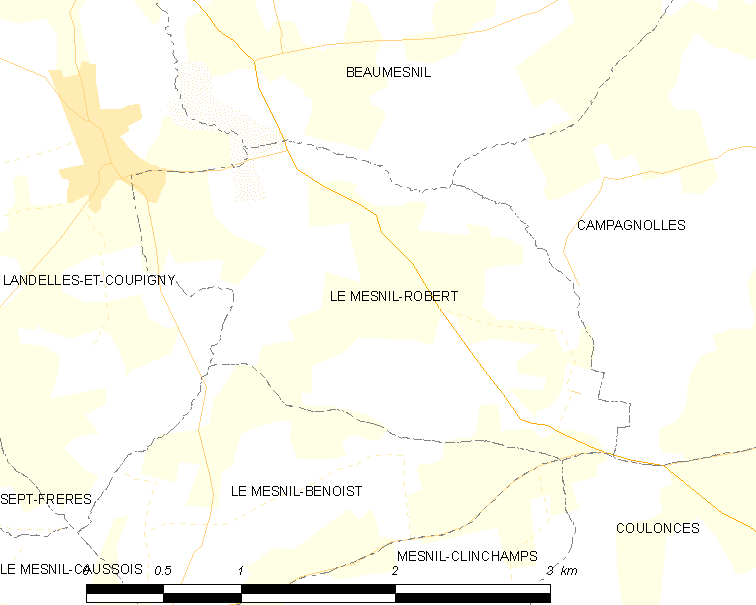
勒梅尼勒罗贝尔的OSM定位图

勒梅尼勒罗贝尔的时区为UTC+01:00、UTC+02:00（夏令时）。

## 行政
勒梅尼勒罗贝尔的邮政编码为14380，INSEE市镇编码为14424。

## 政治
勒梅尼勒罗贝尔所属的省级选区为维尔诺曼底县。

## 人口

1962-2008年间勒梅尼勒罗贝尔人口变化图示

勒梅尼勒罗贝尔于2022年1月1日时的人口数量为184人。